# Cochinito de piloncillo

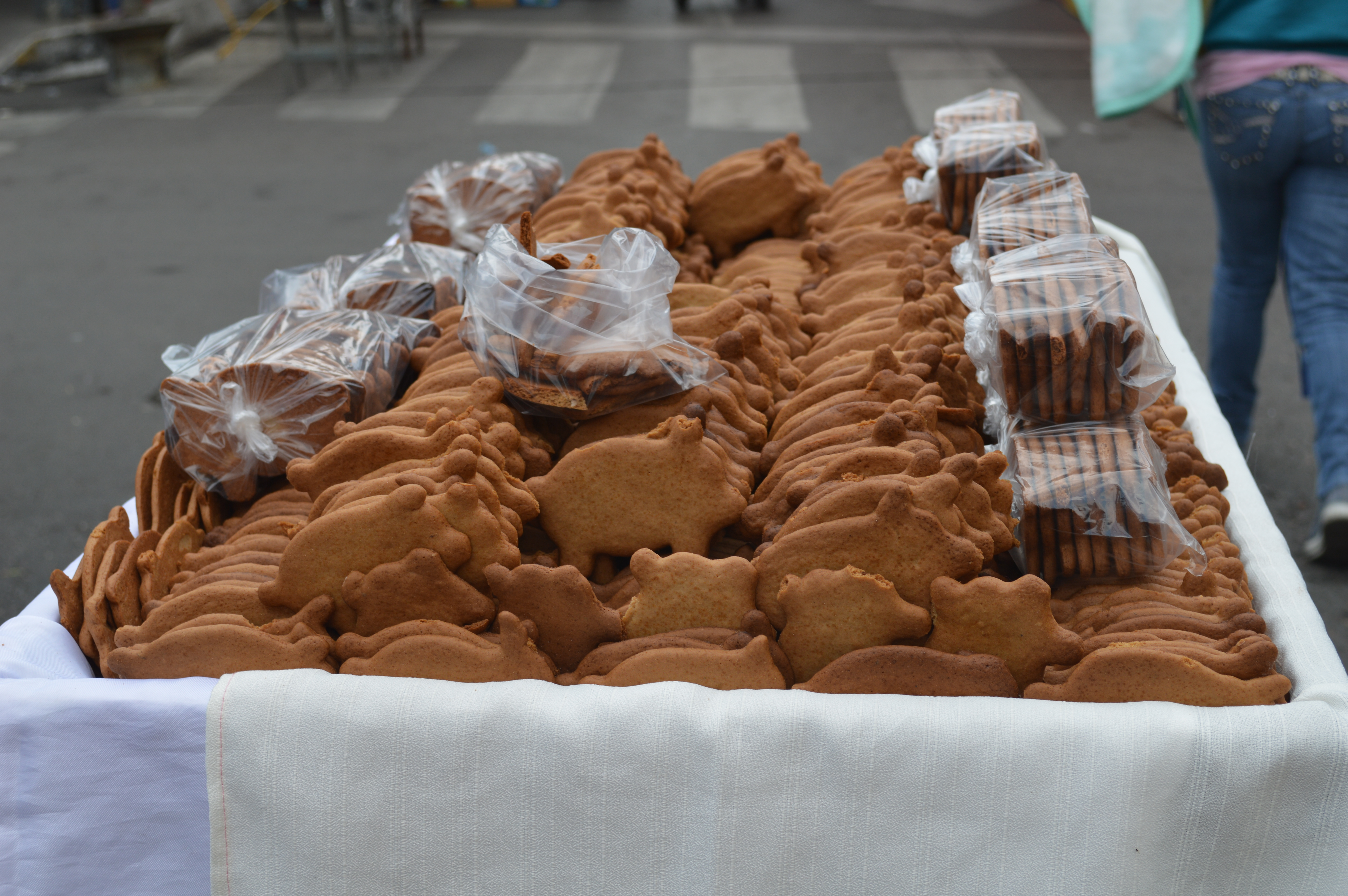
Des cochinitos vendus par un vendeur ambulant à Cuajimalpa, Mexico

Les cochinitos de piloncillo, aussi connus sous le nom de marranitos, cochinitos et puerquitos (qui signifient tous « petits cochons » en espagnol), sont un pain sucré mexicain (pan dulce) fait avec du « piloncillo », un type d'édulcorant de canne à sucre . Les cochinitos sont populaires dans les boulangeries mexicaines et américaines.
Les cochinitos de piloncillo sont une pâtisserie cuite au four de la cuisine huastèque au nord du golfe du Mexique au Mexique. Le type de pain à partir duquel ces friandises sont faites est le chichimbré, une déformation du mot anglais, gingerbread (Français: pain d'épices). Le pain d'épices a été apporté par les Anglais au Mexique pendant et après la Première Guerre mondiale pour l'extraction du pétrole au Mexique. Aujourd'hui le gingembre n'est plus ajouté, mais à la place d'autres épices comme la cannelle et l'anis,.